# Amaramnis gregoryi
Amaramnis gregoryi è un mammifero estinto dall'incerta collocazione sistematica, forse appartenente ai pentacodontidi. Visse nell'Eocene inferiore (circa 55 - 52 milioni di anni fa) e i suoi resti fossili sono stati ritrovati in Nordamerica.

## Descrizione
Questo animale è noto solo per resti della mandibola e dei denti, ed è quindi impossibile ricostruirne l'aspetto. doveva essere di dimensioni piccole o medie, e forse assomigliava a un insettivoro dall'aspetto arcaico come il solenodonte (gen. Solenodon). I molari di Amaramnis assomigliavano a quelli di altri mammiferi eocenici più conosciuti come Palaeosinopa, ma erano più sottili. Il secondo e terzo molare inferiori erano dotati di trigonidi allungati, con un angolo acuto tra paraconide e la cresta anteriore del protoconide. Il bacino del tallonide era basso, e le cuspidi erano meno elevate. La forma del trigonide ricorda da vicino quella presente in Pentacodon e Coriphagus, con una flessione acuta del paraconide dalla cresta anteriore del protoconide.

## Classificazione
Amaramnis gregoryi è stato descritto per la prima volta da Gazin nel 1962, sulla base di fossili nello Wyoming in terreni dell'Eocene inferiore. Amaramnis è stato inizialmente ascritto ai pantolestidi, una famiglia enigmatica di mammiferi del Terziario inferiore. Successivamente è stato avvicinato con qualche dubbio ai pentacodontidi, un altro enigmatico gruppo di mammiferi; se così fosse, Amaramnis rappresenterebbe l'ultimo membro della famiglia.